# Micotoxina
Micotoxina (del grec μύκης (mykes, mukos) “fong”) és una toxina produïda per un organisme del Regne Fungi, que inclou bolets, floridures i llevats. La majoria dels fongs són aeròbics (poden utilitzar l'oxigen), es troben quasi pertot arreu en quantitats menudes a causa de les seues espores, i són comunament microscòpics. Atès que són organismes heteròtrofs, han de consumir matèria orgànica. Onsevulga que la humitat i la temperatura siguen les adequades.
Les micotoxines posseeixen estructures bioquímiques diverses: així poden ser proteïnes o no (com per exemple la penicil·lina, la patulina, aflatoxina…).
On les condicions són propícies, els fongs proliferen, formant colònies, i els nivells de micotoxines poden arribar a ser alts. Les micotoxines varien significativament la seva perillositat. Alguns fongs produeixen solament toxines severes en nivells específics d'humitat, de temperatura o d'oxigen en l'aire. Unes altres són mortals, causen malalties o problemes de salut identificables, algunes afebleixen el sistema immunitari sense produir símptomes específics, actuen com els al·lergògens o irritants, i unes altres no tenen cap efecte conegut en l'organisme humà. Algunes micotoxines causen la mort d'animals del camp. La funció d'aquestes és protegir a l'organisme que les produeix davant d'uns altres que poden, si no matar-lo, impedir el seu màxim desenvolupament i creixement generant competències. En aquest sentit, Fleming va descobrir la penicil·lina com a conseqüència que els fongs que estava conreant en les plaques de Petri van inhibir el creixement dels bacteris al seu al voltant.

## Ecologia
Els fongs que creixen sobre els vegetals no només són responsables de la deterioració d'aquests, sinó que també produeixen una sèrie de metabòlits que actuen com antibiòtics enfront d'altres organismes que vagen a ocupar aqueix nínxol ecològic i que en determinades ocasions poden arribar a ser ingerits pels éssers humans, ja siga directament o bé perquè les ingerim amb altres aliments com carns, llet o derivats. Les micotoxines, són compostos ubics que difereixen molt en les seues propietats químiques, biològiques i toxicològiques. El que implica que el problema de les micotoxicosi comença en el camp i continua durant tota la cadena de transformació-comercialització que acaba en la taula del consumidor. Per tant, la contaminació de la fruita per fongs causa no només altes pèrdues després de la recol·lecció sinó que també constitueix una font de substàncies tòxiques i perilloses per a l'ésser humà (Bhatnagar et al.; 1992).
Unes poques micotoxines s'han comprovat en brots d'intoxicació animal i humana, i moltes altres s'han assajat en animals d'experimentació.

## Patogènesi
Es denomina micotoxicosi primària a la qual es produeix al consumir vegetals contaminats, i secundària a aquella que es produeix en ingerir carn o llet d'animals que van menjar pastures o pinsos amb micotoxines. Les micotoxines són substàncies molt específiques. Com més complexa és la ruta biosintètica d'aquests metabòlits secundaris, més restringit és el nombre d'espècies de fongs productors. Per exemple: les esporidesmines són formades solament per Pithomyces chartarum. L'aflatoxina B1 és generada per tres espècies estretament relacionades Aspergillus flavus, Aspergillus nomius i Aspergillus parasiticus.
Moltes vegades la presència de diverses micotoxines en conjunt, impedeixen l'aïllament d'antibiòtics o compostos agrofarmacològics útils. (Okeke, 1993).
Les micotoxines apareixen en la cadena d'aliments com a resultat de la infecció fúngica de la collita. Si una collita infectada no és menjarda pels éssers humans, la micotoxina segueix sent perillosa per a la salut humana, perquè la collita pot ser donada com aliment als animals de granja. Les micotoxines resisteixen la descomposició o no són inutilitzades durant la digestió, de manera que romanen en la cadena d'aliments en carns i productes lactis. Fins i tot els tractaments de temperatura, tals com cuinar i congelar, no destrueixen totes les micotoxines. Per exemple malalties de l'oïdi (també es diu oídium) de Fusarium ssp en cereals, o la infecció de productes emmagatzemats.
Els edificis són altra font de micotoxines.
Els efectes negatius de salut de les micotoxines són una funció de concentració, durada de l'exposició i les sensibilitats del subjecte. Les concentracions experimentades en una llar, una oficina o una escola normal són sovint massa baixes per a accionar una resposta de la salut en inquilins.
Els aliments que posseeixen micotoxines s'han estudiat àmpliament per tot el món durant tot el segle xx. En Europa, els nivells d'una àmplia gamma de micotoxines permeses en l'alimentació i el menjar animal són fixats per una sèrie de directives europees i Comissió de regulacions.

## Tipus de micotoxines
Les micotoxines són metabòlits secundàris sintetitzats per a varietat d’espècies de fongs com Fusarium, Aspergillus, Penicillium, Alternaria, and Claviceps. Constitueixen un grup estructuralment divers de compostos de baix pes molecular, generalment menor a 1000 Da. Aproximadament hi ha 400 toxines potencialment tòxiques que produïdes per més de 100 espècies diferents de fongs. Aquests fongs entren en els animals o humans a través dels aliments. La contaminació dels aliments a causa de les micotoxines no es pot predir i és molt difícil d’evitar degut a la resistència que tenen a altes temperatures, als tractaments físics i químics. Per aquesta raó, la forma estàndard de cuina no elimina aquestes toxines.
| Toxines                     | Espècies | Aliment | Efectes patològics                                                                                          |
| --------------------------- | --- | --- | --- |
| Aflatoxina                  | Aspergillus flavus, A. parasiticus, A. nomius                                                                                  | Blat, nous, blat de moro, pistatxos cotó ous, llet, carn, arròs, ametlles, soja i espècies (pebre negre, coriandre i gingebre) | Hepatotoxicitat Teratogenicitat Immunotoxicitat Carcinogenicitat                                            |
| Ocratoxina A                | Aspergillus ochraceus, A. carbonarius, Penicillium verrucosum, P. nordicum                                                     | Grans de cafè, civada, blat, blat de moro, vi, fruits secs, alguns licors, espècies, ous i carn                                | Nefrotoxicitat Hepatotoxicitat Teratogenicitat Immunotoxicitat neurotòxica                                  |
| Toxina T-2                  | Fusarium sporotrichoides, F. poae, F. acuminatum, F. equiseti                                                                  | Ordi, civada i blat | Toxicitat dèrmica Hepatotoxicitat Immunotoxicitat Neurotoxicitat                                            |
| Deoxynivalenol (vomitoxina) | Fusarium graminearum, F. culmorum                                                                                              | Blat i blat de moro | Immunotoxicitat Toxicitat en el sistema reproductor Genotoxicitat Toxicitat gastrointestinal Neurotoxicitat |
| Patulina                    | Penicillium expansum, P. carneum, P. coprobium, Aspergillus clavatus, A. giganteus, Byssochlamys nivea, Paecilomyces saturatus | Pomes i productes derivats, raïm, prunes, peres, tomàtigues                                                                    | Hepatotoxicitat Teratogenicitat Immunotoxicitat Neurotoxicitat Genotoxicitat, Nefrotoxicitat                |
| Zearalenona                 | Fusarium graminearum, F. cerealis, F. Culmorum F. equiseti                                                                     | Blat de moro, ordi, civada, sorgo i blat                                                                                       | Desordres reproductius Hepatotoxicitat Immunotoxicitat Genotoxicitat                                        |